# 1886年聖克魯瓦河原木堵塞

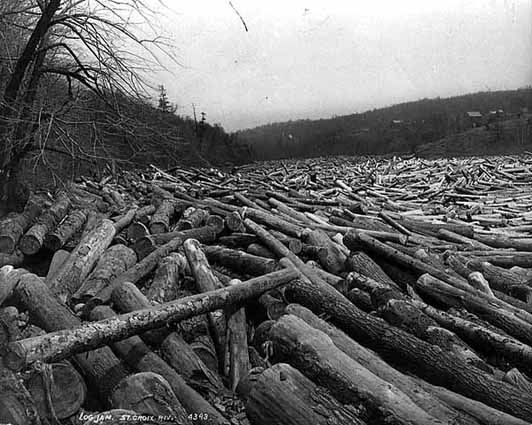
1886年的原木堵塞，攝於泰勒斯福爾斯

自1886年6月13日始，聖克魯瓦河的聖克魯瓦福爾斯至泰勒斯福爾斯段發生了嚴重的原木堵塞。當時，聖克魯瓦河被用於運輸從上游森林砍伐而得的大量原木，而這場原木堵塞估計堵塞了1.25至1.5億板英尺的松木。當地記者稱這場堵塞是「最嚴重的堵塞」，因為其非常難以疏通。幾百人在使用蒸氣船和炸藥的情況下，足足清理了六個星期，直到在9月份才大致疏通。當地的主要業務—林業因原木堵塞事件而受到很深的影響，但此事件意外成為了熱門的觀光景點，每日都有上千觀光客前往觀光。

## 背景
1836年，威斯康星領地成立。1837年，美國透過《聖彼得斯條約》獲得了大量的美洲原住民領地。這片土地絕大部分被森林所覆蓋，因此人們開始在此處伐木。人們通常會在冬天伐木，因為當時運送原木最好的方法是使用馬拉雪橇在冰面上滑行。伐木工整個冬天都在伐木，並運送原木在聖克魯瓦河及其支流的岸邊。松木重量輕，易漂浮，只用在漂河上就可以方便地運輸，人們稱這種運輸方式為原木漂流。伐木工會在原木打上標記，等到春天冰雪消融、水位上漲時再將原木放入河裡漂流。 而被俗稱為「河豬」的工人會在淺灘、激流、急彎等運輸困難的地方推拉原木，使其保持移動。在下游的集運中心處設立了專門的原木浮壩，用來攔截河面上的原木。集運中心會根據標記將收集到的原木分類，捆綁成木筏後送往鋸木廠進行加工。

## 事故產生

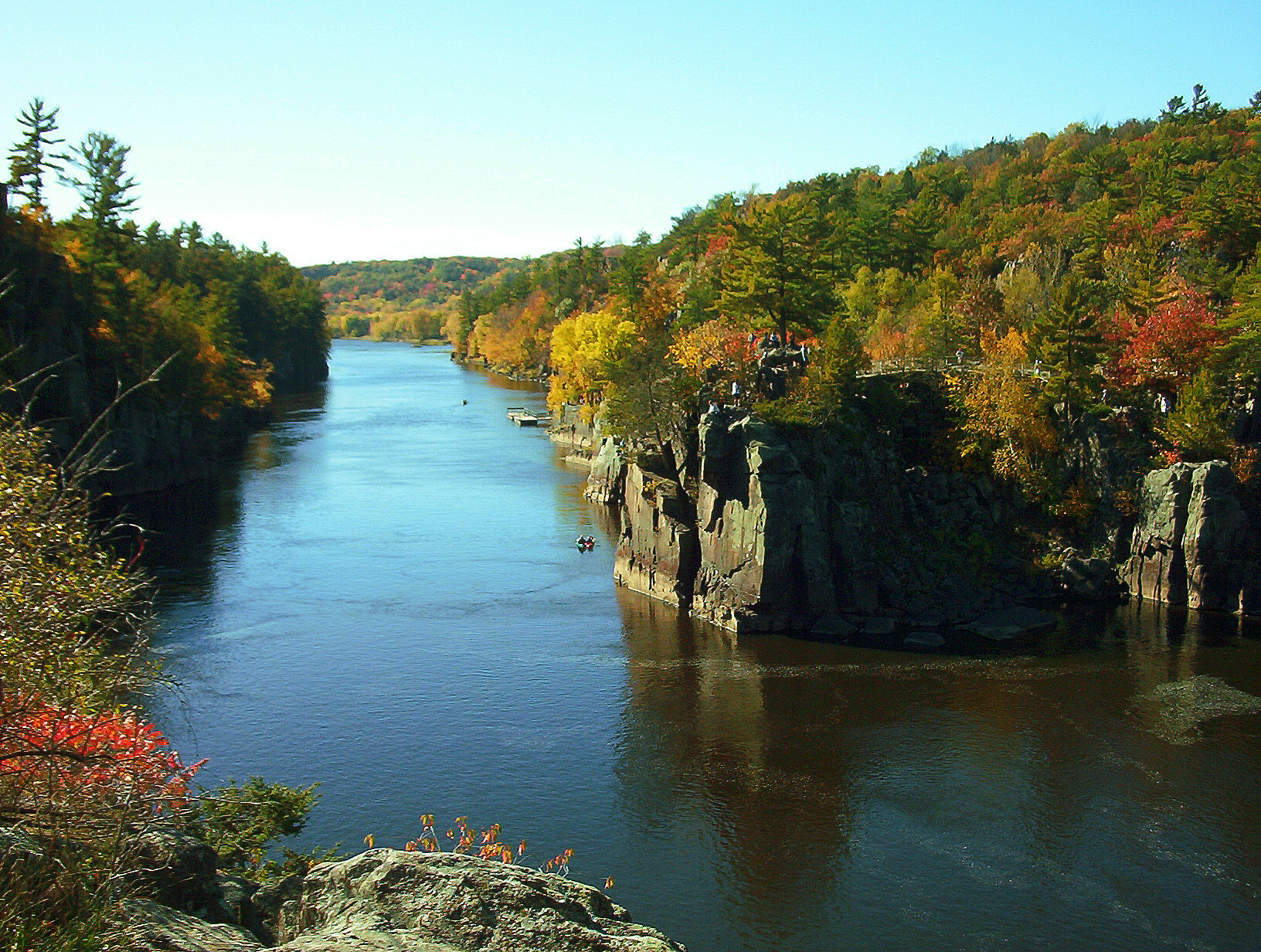
聖克魯瓦河谷的角岩

在現在的州際州立公園處，存在一個狹窄的峽谷，為聖克羅伊河谷，聖克魯瓦河在聖克羅伊河谷的角岩處轉一個90度的彎。1886年春天十分乾燥，聖克魯瓦河水位太低，無法運送原木。隱士羅伯特戴維森炸燬了聖克魯瓦河支流克拉姆河的大壩，克拉姆河的河水湧入聖克魯瓦河。與此同時，凱特河及蛇河的水閘同時打開，此時亦下起強降雨。多條河流及暴雨使得聖克魯瓦河的水位迅速上漲，上漲的河水將岸邊堆放的原木捲走，大量的原木湧入河流，超出了「河豬」可以控制的範疇。1886年6月13日午夜，當「河豬」在帳篷內休息時，大量的原木在聖克魯瓦河谷的角岩處被卡住，之後更多的原木開始堵塞，僅僅是克拉姆河就有約1500萬板英尺的原木堵塞在河面上。《泰勒斯福爾斯雜誌》當時做出如下報導：

上週，伐木工都十分沮喪，因爲河流的水位在持續下降。原木幾乎不可避免地堵在伍德河、凱特河的激流、納馬根河口以及其他地方。恢復原木運輸的希望不大，伐木工們都被解雇了。但是，隱士羅伯特戴維森改變了這一切。他用炸藥炸燬了克拉姆河的大壩，使得河流的水位上升。同時，似乎有個巧合，當其他水閘都開閘放水時，暴雨襲擊了整個流域。這使得聖克魯瓦河的水位迅速暴漲，放在低處的原木輕鬆地被河流衝走，順流而下，幾乎封鎖了整條河流。這些原木到達聖克羅伊山谷時，峽谷變窄、水流變緩，不允許如此大體積的原木通過。在週日凌晨後不久，它們被卡住了，并且開始堆積和堵塞。人們預料到這次事故，但是它的到來出乎意料。在事故來之前，人們已經在這裡駐扎了幾個禮拜，在此處建設護欄，並保持警惕以防止堵塞。但是他們現在在帳篷内睡着了，護欄已經被摧毀，在他們醒來之前，有史以來最大的堵塞已經形成。
估計大約有1.25至1.5億板英尺的松木原木堵塞在一起。作為對比，聖克魯瓦峽谷在1870至1889年間年均運送了2.41億板英尺的原木。

## 清理堵塞

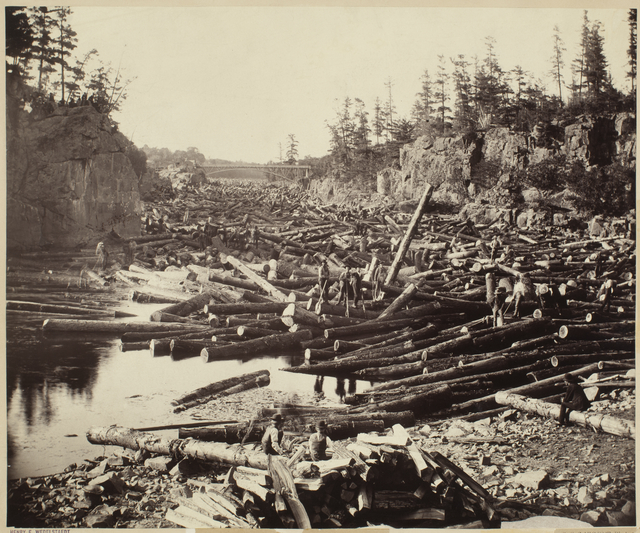
1886年的原木堵塞，可見背景的泰勒斯福爾斯大橋

如果是較小的原木堵塞，只需要「河豬」用人力疏通關鍵的原木就可以清除。但是此次原木堵塞規模更大，對河流造成了阻礙，亦對清理帶來難度。《紐約時報》在1886年6月18日的報導指出，堵塞的河道長度已經超過兩英里，是美國西北地區有史以來最大的原木堵塞。即使有400個工人日夜不停地清理，堆積的原木仍然以約每小時70萬板英尺的速度增長。這些原木為一百多間公司所有，它們共同承擔了約75000美元的清理費用。
在原木堵塞之前，人們認為落成兩年的泰勒斯福爾斯大橋是安全的。但原木堵塞已經危及大橋，為了保護橋墩，人們鋸掉了突出長度70英尺的原木。為了清除原木，人們在堵塞的前端調來了兩臺蒸汽船拖曳，並設立了陸上蒸汽機和馬匹來拉出堵塞的原木。由於磨損，每天都需要更換約100美元的繩索，大約600萬到800萬板英尺的原木就這樣被轉移到陸地上。由於清理速度太慢，人們試圖使用炸彈來清理。1886年7月2日，裝載著24磅的炸彈被引爆，把100萬板英尺的原木炸入水中，并且疏導了約1500萬板英尺的原木。從此之後，堵塞的區域一分為二，大部分被堵塞的水得到流通。由於流動的水才能讓原木移動，水位的下降可能影響清理工作，但很快當地的降雨使得河流水位提升。在堵塞的區域清理出一條通道后，只需要清理兩岸的原木就可以了。在9月中旬，仍然有約70人從事清理工作。

## 影響
原木堵塞使得上游的原木無法運送到下游，這對泰勒斯福爾斯當地的木材加工行業產生了巨大的衝擊，間接導致了克魯瓦之海公司海上磨房的倒閉。另一方面，原木堵塞事件吸引衆多觀光客到訪，提振了泰勒斯福爾斯的觀光產業。在當時，每天有成千上萬的游客乘坐自聖保羅出發的列車或自斯蒂爾沃特出發的輪船，前往泰勒斯福爾斯附近觀看堵塞的原木。 當地的飯店和餐廳生意興旺，經常客滿。

## 後續
為解決原木堵塞對行業的威脅，木材業者計畫興建一座大壩。1890年，耗資近25萬美元的訥韋爾水壩落成。此大壩位於泰勒斯福爾斯的上游約11英里（18），明尼蘇達州自然資源部稱其是世界上最大的樁基大壩。大壩使得聖克魯瓦河的水位可以受控，解決了水流速過慢等不利於原木漂流的問題。自此之後，聖克魯瓦河就沒有在發生過原木堵塞。

## 外部連結
- 1886年原木堵塞的歷史照片 ，來源於明尼蘇達歷史學會（英语：Minnesota Historical Society）網站